# 대한민국 민법 제257조
대한민국 민법 제257조는 동산간의 부합에 대한 민법 물권법 조문이다.

## 조문
제257조(동산간의 부합) 동산과 동산이 부합하여 훼손하지 아니하면 분리할 수 없거나 그 분리에 과다한 비용을 요할 경우에는 그 합성물의 소유권은 주된 동산의 소유자에게 속한다. 부합한 동산의 주종을 구별할 수 없는 때에는 동산의 소유자는 부합당시의 가액의 비율로 합성물을 공유한다.

第257條(動産間의 附合) 動産과 動産이 附合하여 毁損하지 아니하면 分離할 수 없거나 그 分離에 過多한 費用을 要할 境遇에는 그 合成物의 所有權은 主된 動産의 所有者에게 屬한다. 附合한 動産의 主從을 區別할 수 없는 때에는 動産의 所有者는 附合當時의 價額의 比率로 合成物을 共有한다.